# Colonfay
Colonfay es una comuna francesa, situada en el departamento de Aisne, de la región de Alta Francia.

## Demografía
| 102 | 96 | 77 | 72 | 86 | 95 | 68 | 81 |
| Para los censos de 1962 a 1999 la población legal corresponde a la población sin duplicidades (Fuente: INSEE [Consultar]) |    |    |    |    |    |    |    |